# Soleimitas
Soleimitas, soleímidas ou Banu Soleime (em árabe: بنو سليم; romaniz.: Banu Sulaym) eram uma tribo árabe que dominava parte do Hejaz na era pré-islâmica. Mantiveram laços estreitos com os coraixitas de Meca e os habitantes de Medina, e lutaram em várias batalhas contra o profeta islâmico Maomé antes de se converterem ao Islã antes de sua morte em 632. Participaram da conquista muçulmana do Levante, e estabeleceram-se na Alta Mesopotâmia, enquanto parte da tribo permaneceu no Hejaz. Durante o início da era muçulmana, a tribo produziu generais notáveis como Safuane ibne Muatal, Abulatar e Omeir ibne Hubabe. Aqueles que permaneceram na Arábia foram em grande parte absorvidos pelos harbitas do Iêmem no início do século IX, enquanto aqueles na Síria e Mesopotâmia foram expulsos para o Alto Egito pelos califas fatímidas no final do século X por ajudarem os carmatas. Em meados do século XI, uma fome prolongada no Egito levou a tribo a migrar para o oeste com hilalitas à Líbia. Os soleimitas e suas subtribos se estabeleceram principalmente na Cirenaica, onde até os dias atuais muitas das tribos árabes daquela região traçam sua descendência deles.

## Origens e ramos
De acordo com a tradição genealógica árabe, eram descendentes de Solaíme ibne Mançor ibne Icrime ibne Caçafa ibne Cais Ailã. Assim, faziam parte do grupo tribal mais amplo dos caicitas (Cais Ailã). Se dividiam em três divisões principais, Inru Alcais, harititas (Harite) e talabaitas (Talaba), todas fundadas por filhos ou netos do progenitor da tribo, Solaíme.
- Inru Alcais foi a divisão mais forte. Foi subdividida nos ramos cufafitas (Cufafe), aufitas (Aufe) e bazitas (Baz). Os cufafitas incluíam os clãs de Uçaia (cuja família proeminente era a Xáride), Nacira, Amira e Maleque. Os clãs de Aufe eram Samal e Maleque, com o último incluindo as famílias de Ril, Matrude e Cunfude.[1]
- Os ramos da divisão haritita eram os moauitas (Moáuia), zafaritas (Zafar), rifaítas (Rifá), cabitas (Cabe) e abessitas (Abes). Os zafaritas foram parcialmente incorporados à tribo de Banu Aus, e os rifaítas incluíam o clã de Abes ibne Rifá, que gerou a família principesca Jaria.[1]
- Os talabaitas consistiam em duas divisões: os maliquitas, que mais tarde se separaram dos soleimitas e passaram a ser protegidos pelos ucailitas e ficaram conhecidos como bájilas em homenagem a sua mãe; e os dacuanitas, que eram aliados próximos dos coraixitas de Meca e frequentemente se casavam com a tribo. [1]

## Localização
Na era pré-islâmica, ou seja, antes de 610, e no início da era islâmica, habitavam o norte de Hejaz, com o campo vulcânico Harrá formando o coração de seu território. Este último era anteriormente denominado Harrate Bani Solaíme em homenagem à tribo. Era uma região defensiva ideal, pois os cavaleiros inimigos não podiam controlar seu terreno ou entrar nas encostas leste e oeste, onde os soleimitas tinha seus himas (pastagens protegidas). A divisão Inru Alcais habitava em grande parte as encostas orientais, onde os bazitas possuíam lucrativas minas de ouro. Os harititas estavam concentrados principalmente nas encostas ocidentais, embora membros de seu ramo moauita habitassem a cidade de Iatrebe (Medina) antes da chegada das tribos judaicas árabes de Banu Aus e cazerajitas. Com o tempo, o ramo moauita se converteu ao judaísmo. Alguns membros do ramo talabaita também viviam em Meca e Medina.
Após as conquistas muçulmanas da década de 630, a maioria dos soleimitas migrou para o norte da Síria e de lá para Jazira (Alta Mesopotâmia), embora outros tenham se estabelecido em Cufa, Baçorá e em todo o Coração. No entanto, uma presença soleimita significativa foi mantida na terra natal da tribo. A partir do século XI, partes dos soleimitas estabeleceram seus acampamentos na Cirenaica. Até os dias atuais, seus descendentes, conhecidos como Sadá, dominam a região. Os Saadis são divididos em duas divisões principais, Harabi e Jabarina. O primeiro consiste nas tribos Ubaidate, Baraça, Haça, Deraça e Ailate Faíde, enquanto a Jabarina consiste em Auaquir, Magarba, Majabira, Aribate e Baraguite; o último também inclui os clãs Abide e Arafá.

## História

### Era pré-islâmica
De sua terra natal no Hejaz, mantinham relações estreitas com outras tribos caicitas, particularmente os hauazinitas. Os membros do clã dacuanita formaram fortes laços com os habitantes de Meca no final do século VI, a saber, os coraixitas. Antes disso, um chefe dacuanita, Maomé ibne Alcuzai, foi nomeado comandante de um contingente de confederados tribais rebiaítas e modaritas por Abramo, o vice-rei axumita do Iêmem e inimigo dos mecanos. Outro membro dacuanita, Aláqueme ibne Omaia, serviu como motácibe da Meca pré-islâmica, encarregado de supervisionar a lei e a ordem com o consentimento unânime dos clãs coraixitas. Os soleimitas também mantinham boas relações com o povo de Medina, vendendo cavalos, camelos, ovelhas e manteiga clarificada nos mercados da cidade e mediando entre clãs rivais dos Banu Aus. Também adoravam Camis, o ídolo pagão compartilhado com os cazerajitas.
Estiveram envolvidos em várias expedições distantes ao Iêmem e ao sudoeste da Arábia, incluindo uma invasão liderada pelo chefe Sulaimi Alabás ibne Mirdas contra as tribos zubaiditas e cudaítas, e outra contra quinditas e cudaítas em Sadá durante a qual o irmão de Alabás foi morto. De acordo com o historiador Michael Lecker, o envolvimento soleimita nas expedições do Iêmem provavelmente estava ligado ao seu papel conjunto com os hauazinitas na escolta de caravanas de Hira ao Iêmem e ao Hejaz.

### Período islâmico

#### Tempo de Maomé
Durante as atividades de Maomé em Meca e Medina, os soleimitas, como seus aliados coraixitas, eram hostis a ele e sua mensagem. Uma exceção entre os homens da tribo era Safuane ibne Muatal, um dacuanita em Medina que se tornou companheiro de Maomé. Vários clãs se juntaram ao chefe quilatida Amir ibne Atufail em seu ataque aos missionários muçulmanos em Bir Maona em 625. Os soleimitas sob o chefe dacuanita Sufiane ibne Abde Xemece continuaram a lutar ao lado dos coraixitas na Batalha da Trincheira em 627, mas quando Maomé entrou vitoriosamente em Meca em janeiro de 630, a grande maioria dos soleimitas se converteu ao Islã e desertou para o seu lado. Eles lutaram ao lado de Maomé e dos coraixitas contra uma coalizão de tribos árabes pagãs na Batalha de Hunaine no final daquele ano; apenas o filho de Sufiane ibne Abde Xemece, Abulatar, lutou ao lado dos pagãos.

#### Períodos Ortodoxo e Omíada
A maioria dos soleimitas apostatou do Islã durante no tempo de Abacar (r. 632–634). Entre as divisões e clãs apóstatas estavam os Aufe ibne Inru Alcais, uçaiaitas e xariditas, os amiraítas liderados por Alfuja, os jariaítas e possivelmente os dacuanitas. No entanto, após a vitória muçulmana nas Guerras Rida, os contingentes soleimitas participaram das conquistas muçulmanas da Síria e do Iraque. Na Primeira Guerra Civil Muçulmana, houve alguns membros que se aliaram a Ali, mas a maioria aparentemente apoiou Moáuia I, onde seu apoio provou ser uma grande contribuição para sua vitória final em 661. Um dos generais de Moáuia nesta guerra foi o já mencionado Abulatar.
Como membros da confederação caicita, desertaram dos omíadas e reconheceram o califado de Abedalá ibne Zobair. Participaram da Batalha de Marje Raite em 684, durante a qual os omíadas e seus aliados calbitas derrotaram os caicitas. Cerca de 600 membros dos soleimitas foram mortos durante a batalha. Mais tarde, em 686, se vingaram dos omíadas quando, sob seu chefe dacuanita Omeir ibne Hubabe, desertaram no meio do caminho durante a Batalha de Cazir, que resultou numa derrota omíada nas mãos das forças de Almoquetar Atacafi. Depois disso, se juntaram ao líder rebelde caicita Zufar ibne Alharite Alquilabi, que estava centrado em Circésio. Sob Omeir, invadiram o território tribal dos taglibitas ao longo do rio Cabur, provocando uma guerra durante a qual Omeir foi morto em 689. Posteriormente, foram liderados por Jaafe ibne Haquim Adacuani em suas batalhas finais com os taglibitas em 692 e 693.

#### Períodos Abássida e Fatímida
Os soleimitas na Arábia rebelaram-se contra as autoridades abássidas em 845. No final do século IX, os harbitas do Iêmem entrou no território soleimita no Hejaz e gradualmente absorveu grande parte deles. Os soleimitas e hilalitas estavam entre as tribos caicitas que se aliaram ao movimento rebelde carmata no ataque aos Fatímidas na Síria. Em resposta, o califa Alaziz (r. 975–996) conseguiu realocar à força as duas tribos para o Alto Egito. Ambas eram enormes e foram comparadas a nações pelo historiador Amar S. Baadj. As tribos ou subtribos soleimitas que foram expulsas para o Alto Egito eram as de Haibe, Labide, Dababe, Aufe, Zugueba e Rauá; cada um deles continha vários clãs.

#### Estabelecimento no Magrebe
Cronistas muçulmanos medievais relatam que em 1050 ou 1051, os nômades soleimitas e hilalitas foram despachados ou encorajados a migrar para e assumir Ifríquia pelos fatímidas para punir os governantes zíridas daquela região por mudarem de lealdade ao Califado Abássida rival. No entanto, Baadj insiste que tais relatórios "devem ser tratados com ceticismo", já que o Califado Fatímida na época estava passando pela Grande Crise, que foi marcada por uma longa fome e grave instabilidade política. Assim, os fatímidas não estavam em posição de coagir as duas tribos beduínas a invadir o Reino Zírida; em vez disso, as más condições no Egito, nomeadamente a ameaça de fome, motivaram soleimitas e hilalitas a migrar para o oeste rumo ao Magrebe. A migração pode ter ocorrido em uma grande onda ou em várias ondas, mas em qualquer caso, os soleimitas aparentemente se estabeleceram na Cirenaica e na Tripolitânia, enquanto os hilalitas continuaram à Ifríquia e Cairuão sob controle zírida.
Em meados do século XII, os soleimitas expulsaram os hilalitas da Ifríquia e os forçaram a se mover para o oeste e para o sul. No final do século XII, todos os soleimitas da Cirenaica se uniram à causa do mameluco aiúbida Caracuxe e do comandante almorávida Ali ibne Ixaque ibne Maomé ibne Gania contra o Califado Almóada. No entanto, essa aliança logo ruiu e o soleimitas suportaram o peso dos ataques de Caracuxe, particularmente a subtribo Dababe, cujos líderes massacrou.